# Cressia
Cressia – miejscowość i gmina we Francji, w regionie Burgundia-Franche-Comté, w departamencie Jura.
Według danych na rok 1990 gminę zamieszkiwało 259 osób, a gęstość zaludnienia wynosiła 17 osób/km² (wśród 1786 gmin Franche-Comté Cressia plasuje się na 489. miejscu pod względem liczby ludności, natomiast pod względem powierzchni na miejscu 200.).